# کایوس ولکر
کایوس ولکر (هلندی: Caius Welcker; ۹ ژوئیهٔ ۱۸۸۵ – ۱۳ فوریهٔ ۱۹۳۹) بازیکن فوتبال اهل هلند بود.